# Made of Hate
Made Of Hate (с англ. — «Сделанные из ненависти») — польская метал-группа, играющая в стиле мелодик дэт-метал.

## История
Первоначальное название группы было Archeon. Archeon была основана в 2001 году в Варшаве (Польша). При выборе стиля музыканты решили остановиться на мелодик-дэт-метале. В 2005 году группа выпустила полноформатный альбом "End Of The Weakness" и в группе начались перемены. В 2007 году ребята решили сменить название на Made Of Hate. Под этим названием музыканты записывают и издают в 2008 году альбом Bullet In Your Head и подписываются на лейбл AFM Records. В конце 2008 года коллектив выступает на небольших метал фестивалях и концертах у себя в Польше. В 2010 году выходит второй полноформатный альбом группы под названием Pathogen. После выхода альбома музыканты отправляются в тур по Польше и выступают на разогреве у Iron Maiden. В 2012 году из группы уходит бас-гитарист Ярослав Кайщяк и на его место приходит Марлена Рудковска. 26 апреля 2014 года группа выпустила свой четвертый альбом, Out of Hate.

## Состав

### Текущий
- Михал «Mike» Костжыньский — гитара, вокал, бэк-вокал
- Радослав Пулрольничак — вокал
- Томаш Гроховский — ударные

### Бывшие участники
- Марлена Рутковская — бас-гитара
- Ярослав Кайщяк — бас-гитара
- Мацей Кравчик — бас-гитара

## Дискография
- Archeon - End Of The Weakness (2005)
- Bullet In Your Head (2008)
- Pathogen (2010)
- Out Of Hate (2014)